# Luciano Galliani
Luciano Galliani (Ferrara, 13 dicembre 1943) è un pedagogista e politico italiano.

## Biografia
Laureato in pedagogia, ha svolto la carriera universitaria presso l'Università di Padova a partire dai primi anni settanta. Assistente ordinario di Metodologia e didattica degli audiovisivi dal 1971 (dal 1978 anche come docente incaricato), nel 1980 è diventato professore ordinario e nel 1996 si è trasferito al settore scientifico-disciplinare della Pedagogia sperimentale, disciplina della quale dopo il pensionamento (2014) è stato nominato nel 2015 professore emerito. Ha insegnato anche Valutazione dei processi e dei sistemi formativi e Tecnologie della formazione. Dal 2016 insegna all'Università telematica Giustino Fortunato di Benevento.
Presso l'ateneo euganeo è stato presidente dei corsi di laurea in Scienze dell'educazione (1992-1994) e in scienze della formazione primaria (1999-2001), e direttore del dipartimento di Scienze dell'educazione (1999-2002) e poi preside della facoltà di Scienze della formazione (2002-2009).
Da pedagogista, ha assunto incarichi di coordinamento di iniziative scientifiche in materia di e-learning e di consulenza presso il ministero dell'Università, oltre che di direzione di giornali e collane editoriali di settore.

### Attività politica
Politicamente attivo nei Cristiano Sociali, i quali alle elezioni politiche del 1994 aderiscono ai Progressisti, permettendogli di essere eletto deputato nell'uninominale nel collegio di Ferrara.
Durante la XII legislatura (1994-1996) è stato segretario della VII Commissione Cultura-Scienza-Istruzione e membro della Commissione Bicamerale di Vigilanza sui servizi radiotelevisivi e della Commissione speciale per la riforma del sistema radiotelevisivo.

## Pubblicazioni
Delle oltre 200 pubblicazioni di cui è autore, si segnalano i seguenti volumi:
- Il processo è il messaggio, 1979. Bologna: Cappelli Editore
- La progettazione audiovisiva nella scuola, 1984. Pavia : Editrice MCM
- Educazione ai linguaggi audiovisivi, 1988. Torino: SEI
- L'operatore tecnologico, 1993. Firenze: La Nuova Italia
- Qualità della formazione e ricerca pedagogica, 1999. Lecce: Pensa MultiMedia
- L'Università aperta e virtuale, 2002, Lecce: Pensa Multimedia
- La scuola in rete, 2004. Bari: Laterza; Web Ontology della valutazione educativa, 2009. Lecce: Pensa Multimedia
- Il docente universitario. Una professione tra ricerca, didattica e governance degli Atenei. 2010 Lecce: Pensa Multimedia
- L’agire valutativo, 2015. Brescia: La Scuola